# 고타니 겐고
고타니 겐고(일본어: 小谷 健悟, 1992년 8월 31일 ~ )는 일본의 축구 선수이다.

## 구단 경력
그는 2015년부터 2018년까지 J리그의 기라반츠 기타큐슈에서 활동하였다.